# Bois-Arnault
Bois-Arnault és un municipi francès situat al departament de l'Eure i a la regió de Normandia. L'any 2007 tenia 725 habitants.

## Demografia

### Població
El 2007 la població de fet de Bois-Arnault era de 725 persones. Hi havia 280 famílies, de les quals 64 eren unipersonals (32 homes vivint sols i 32 dones vivint soles), 92 parelles sense fills, 100 parelles amb fills i 24 famílies monoparentals amb fills.
La població ha evolucionat segons el següent gràfic:
Habitants censats

### Habitatges
El 2007 hi havia 352 habitatges, 287 eren l'habitatge principal de la família, 53 eren segones residències i 12 estaven desocupats. Tots els 349 habitatges eren cases. Dels 287 habitatges principals, 242 estaven ocupats pels seus propietaris, 38 estaven llogats i ocupats pels llogaters i 7 estaven cedits a títol gratuït; 1 tenia una cambra, 8 en tenien dues, 47 en tenien tres, 86 en tenien quatre i 145 en tenien cinc o més. 244 habitatges disposaven pel capbaix d'una plaça de pàrquing. A 111 habitatges hi havia un automòbil i a 143 n'hi havia dos o més.

### Piràmide de població
La piràmide de població per edats i sexe el 2009 era:
| Homes | Edats   | Dones |
| ----- | ------- | ----- |
| 0     | 95 o +  | 0     |
| 0     | 90 a 94 | 0     |
| 0     | 85 a 89 | 0     |
| 0     | 80 a 84 | 0     |
| 12    | 75 a 79 | 24    |
| 4     | 70 a 74 | 12    |
| 24    | 65 a 69 | 12    |
| 28    | 60 a 64 | 16    |
| 16    | 55 a 59 | 20    |
| 20    | 50 a 54 | 24    |
| 36    | 45 a 49 | 48    |
| 24    | 40 a 44 | 24    |
| 24    | 35 a 39 | 16    |
| 8     | 30 a 34 | 16    |
| 20    | 25 a 29 | 8     |
| 40    | 20 a 24 | 12    |
| 36    | 15 a 19 | 8     |
| 24    | 10 a 14 | 24    |
| 16    | 5 a 9   | 16    |
| 12    | 0 a 4   | 12    |

## Economia
El 2007 la població en edat de treballar era de 453 persones, 337 eren actives i 116 eren inactives. De les 337 persones actives 307 estaven ocupades (164 homes i 143 dones) i 30 estaven aturades (14 homes i 16 dones). De les 116 persones inactives 54 estaven jubilades, 32 estaven estudiant i 30 estaven classificades com a «altres inactius».

### Ingressos
El 2009 a Bois-Arnault hi havia 292 unitats fiscals que integraven 730,5 persones, la mediana anual d'ingressos fiscals per persona era de 16.794 €.

### Activitats econòmiques
Dels 25 establiments que hi havia el 2007, 1 era d'una empresa alimentària, 7 d'empreses de construcció, 7 d'empreses de comerç i reparació d'automòbils, 2 d'empreses de transport, 2 d'empreses d'hostatgeria i restauració, 1 d'una empresa financera, 3 d'empreses immobiliàries, 1 d'una empresa de serveis i 1 d'una entitat de l'administració pública.
Dels 8 establiments de servei als particulars que hi havia el 2009, 3 eren tallers de reparació d'automòbils i de material agrícola, 1 paleta, 2 guixaires pintors, 1 fusteria i 1 empresa de construcció.
Dels 2 establiments comercials que hi havia el 2009, 1 era un hipermercat i 1 un supermercat.
L'any 2000 a Bois-Arnault hi havia 17 explotacions agrícoles que ocupaven un total de 968 hectàrees.

## Equipaments sanitaris i escolars
El 2009 hi havia una escola elemental integrada dins d'un grup escolar amb les comunes properes formant una escola dispersa.

## Poblacions més properes
El següent diagrama mostra les poblacions més properes.